# ناحیه عوج
ناحیه عوج (به عربی: ناحیة عوج) یک ناحیه در سوریه است که در منطقه مصیاف واقع شده‌است. ناحیه عوج ۳۳٬۳۴۴ نفر جمعیت دارد.